# Філатова Олена Михайлівна
Олена Михайлівна Філатова (14 травня 1931, Одеса — дата смерті невідома) — українська радянська художниця; член Спілки радянських художників України.

## Біографія
Народилася 14 травня 1931 року в місті Одесі (нині Україна). 1956 року закінчила Одеське художнє училище, де навчалася у Петра Коновського, Михайла Зоріна, Ірини Сакович.
Мешкала в Одесі в будинку на вулиці Червоної гвардії, № 2, квартира № 11.

## Творчість
Працювала в галузі декоративного мистецтва (художня кераміка) та монументально-декоративного живопису. Серед робіт:
- ваза «Україна» (1964);
- блюдо «Мати і дитина»,
- декоративна посудина «Кіт» (1969);
- мозаїчні панно «Праця» та «Відпочинок» на фасаді Будинку культури в Тольятті (1968).

Брала участь у республіканських виставках з 1963 року, всесоюзних — з 1967 року, зарубіжних — з 1969 року.